# Cyrtarachne grubei
Cyrtarachne grubei là một loài nhện trong họ Araneidae.
Loài này thuộc chi Cyrtarachne. Cyrtarachne grubei được Eugen von Keyserling miêu tả năm 1864.